# Apendicitida

Umístění apendixu v trávicí soustavě

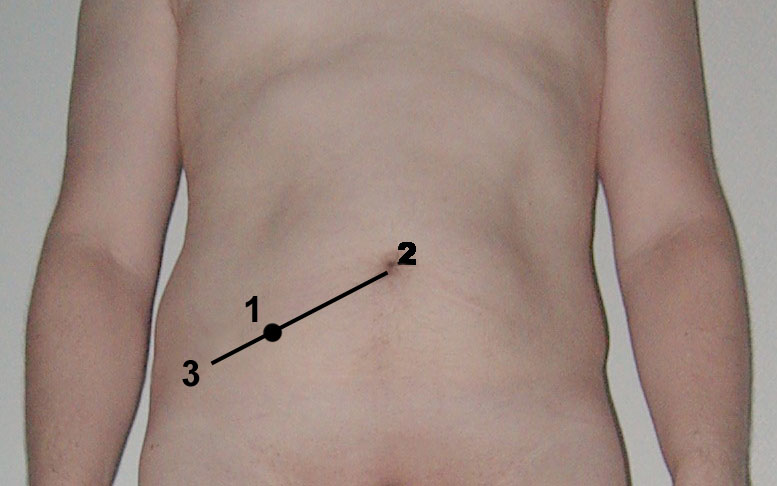
Schéma vyhledání McBurneyova bodu, který leží na spojnici pupku a spina iliaca anterior superior, ve vzdálenosti 2/3 od pupku

Apendicitida (zánět červovitého přívěsku slepého střeva) je náhlá příhoda břišní spočívající v zanícení apendixu. Když není včas léčena (nejčastěji chirurgickým odstraněním apendixu), dochází k perforaci apendixu a následně zánětu dutiny břišní. Jestliže nedojde k okamžitému odstranění zaníceného apendixu, může dojít i ke smrti.
Apendicitida se projevuje bolestí v nadbřišku, která se přibližně za šest hodin přesune do pravého podbřišku. Mezi další symptomy patří nauzea, zvracení, nadýmání.
Jiné polohy apendixu:
- retrocékální
- subhepatální
- retrokolická

Apendix může být dlouhý a může dráždit močový měchýř, což může způsobit polyurii.

## Vývoj dle operačního nálezu
- apendicitis katarální – zánět jen na sliznici, apendix je prosáklý, zduřelý
- apendicitis flegmonósní – zánět na svalovině, apendix povleklý, hnisavý, zelený
- apendicitis gangrenósní – apendix je černý, ztluštělý a křehký
- apendicitis perforační – po cca 48 hodinách praskne

Operace – apendektomie, případný výpotek (exudát) se odsaje.
Při prasknutí (sterkorální peritonitida) – vzorek na kultivaci, výplach dutiny, JIP, MPK, ATB, nasogastrální sonda. Člověk zůstává v nemocnici 3–7 dní od operace, může chodit do práce 10 dní od operace a sportovat může 6 týdnů od zákroku.
Diferenciální diagnóza
- Akutní cholecystitida – rozezná se USG, žlučník prosáklý
- Pyelonefritis, cystitis
- Renální pravostranná kolika – USG, ERY v moči
- Adnexitida
- Lymfadenitida u dětí
- Extrauterijní gravidita

## Následky
Ačkoliv apendix hraje úlohu mízní uzliny a účastní se udržování mikrobiomu, jeho chirurgické odstranění zřejmě nezanechává žádné závažné následky na zdraví. Pokud však je apendicitida zanedbaná a není zakročeno včas, dochází k perforaci apendixu, zánětu dutiny břišní a zpravidla ke smrti, neboť v této fázi je naděje na záchranu nemocného jen malá.[zdroj⁠?!]
Výše zmíněný černý scénář nastává jednak v situaci, kdy je nemocný odříznut od adekvátní lékařské pomoci, jednak se dále vyskytuje v případě chybné diagnózy či pozdní návštěvy lékaře. Tato rizika hrozí jednak u starých lidí, kteří mají vyšší práh bolesti a mohou tak apendicitidu podcenit, jednak u lidí s atypicky umístěným apendixem.
Vlastní apendix si operovali například chirurgové Evan O'Neill Kane (1921) a Leonid Rogozov (1961). 
Mezi osoby zemřelé v důsledku perforace zaníceného apendixu patří například bl. kardinál Galen (1878–1946).